# Прикубанский (Анастасиевское сельское поселение)
Прикуба́нский — хутор в Славянском районе Краснодарского края.
Входит в состав Анастасиевского сельского поселения.

## Население
| 2002 | 2010 |
| ---- | ---- |
| 343  | ↘311 |

## Улицы
| - ул. Весёлая, - пер. Зелёный, - ул. Кривая, - ул. Полевая, | - ул. Придорожная, - ул. Рисоводов, - ул. Солнечная, - ул. Школьная. |

## Инфраструктура
На хуторе действуют школа, клуб, библиотека, фельдшерско-акушерский пункт.